# قلعه بمپور
قلعه بمپور مربوط به دوره زندان بلوو دوره ی اشکانی میرشاد. دوران‌های تاریخی پس از اسلام است و شهرستان بمپور جای گرفته‌است. این اثر در تاریخ ۱ اردیبهشت ۱۳۴۵ با شمارهٔ ثبت ۵۵۹ به‌عنوان یکی از آثار ملی ایران به ثبت رسیده‌است. قلعه بمپور یکی از قلعه‌های نظامی مهم آسیا است که در در شهر بمپور و در یک کیلومتری شمال شهر و بر روی یک تپه مصنوعی بلند به ارتفاع ۸۰ متر قرار گرفته‌است که بهترین زمان بازدید از آن، فصل پاییز و زمستان است.

## وجه تسمیه
در برخی از افسانه‌های محلی بمپور را مربوط به بهمن (پسر اسفندیار) می‌دانند که اول بهمن پور بوده و به مرور زمان به بمپور تبدیل گشته‌است و همچنین بر طبق اظهار نظر بسیاری از فضلای ایران و به استناد کتب تاریخی در قدیم الایام این محل را بن پهل می‌نامیده‌اند که به معنی شهر آخر است و با بررسی آثار مکتوب گذشتگان نام باستانی این محل بن پهل بوده که با گذشت زمان به بن فهل، بن فول، بن‌فور، بن‌پور، و به بم پور (Bompour) تغییر نام پیدا کرده‌است که امروزه فارسی زبانان به اشتباه آن را بم‌پور(bam pour) می‌خوانند.

## قدمت بنا
این قلعه که معروفترین قلعه بلوچستان است زمانی بسیار طولانی مرکز حکومت کرمان و بلوچستان بوده‌است بنا بر تحقیق باستان شناسان قدمت آن به دوره‌های ساسانی واشکانی بر می‌گردد. این قلعه در زمان سلاجقه مورد استفاده بوده‌است.
هرچند مردم بلوچستان بر این باورند که این قلعه توسط نادرشاه افشار ساخته شده و با وجود اینکه نادر اجازه ساخت قلعه یی را در منطقه بمپور به نصیر خان براهویی داد، اما بنای قلعه بمپور بسیار کهن تر از آن است و در سال ۱۹۶۰میلادی خانم بئاتریس دیرینه‌شناس انگلیسی بخشی از سراشیبی تپه زیر قلعه بمپور را مورد کاوش قرار داد و آثاری از دوران آغازین تاریخ به دست آورد.

## معماری بنا
این قلعه به صورت دو تکه ساخته شده که این دو بخش به لحاظ ارتفاع با هم یکسان نیستند، صحن پایین در ورودی دیواره شرقی قلعه قرار گرفته و چند برج نیز آن را احاطه کرده‌است که مصالح بکار رفته در آن خشت و گل است.